# Jakob Cammerlander
Jakob Cammerlander (* in Mainz; † vermutlich 1549 in Straßburg) war ein deutscher Buchdrucker.

## Leben und Wirken
Jakob Cammerlander war ein Sohn des Mainzer Schuhmachers Martin Cammerlander. Er selbst heiratete eine Frau namens Katharina, die eine Tochter von Wolf Bissinger und Katharina von Offenburg war.
Cammerlander besuchte die Mainzer Universität und beendete das Studium als Magister. Er sandte Freunden lutherische Texte, verschmähte in Briefen die katholische Kirche in Rom und geriet daher in Haft. Ihm wohlgesonnene Freunde und sein Vater verhalfen ihm zur Haftentlassung. Am 20. August 1524 wurde er mit der Urfehde bestraft.
Im Jahr 1528 war Cammerlander, vermutlich als Druckergeselle, für einige Zeit bei dem Drucker Wilhelm Seltz in Hagenau beschäftigt. Anschließend ging er nach Straßburg, wo er 1532 eine eigene Druckerei gründete, die sich anfangs in der Friburger Gasse befand. 1539 verlegte er seinen Geschäftssitz in die Große Stadelgasse. Friedrich Zarncke vermutete fälschlicherweise, dass Cammerlander dabei die Gerätschaften von Christian Egenolff übernommen habe. Egenloff hatte seine Apparate aber tatsächlich mit nach Frankfurt umgezogen. Forscher diskutieren, dass es sich bei Cammerlander und Vielfeld um dieselbe Person gehandelt haben könnte.
Cammerlander unterhielt einen ausgesprochen volkstümlichen Verlag. Er gab mehrere selbstständige Schriften heraus und widmete sich größtenteils Bearbeitungen und ausgebauten Übersetzungen historischer Texte, darunter auch Klassiker. Die Bearbeitungen kamen zumeist von dem gebürtigen Mainzer Jakob Vielfeld, der die als Vorlagen verwendeten Schriften oftmals in größerem Umfang änderte.
Cammerlander versah seine Werke nahezu immer mit Holzschnitten, Randleisten und Zierstücken. Diese hatte er von W. Seltz aus Hagenau oder der Grüningerschen Druckerei aus Straßburg. Andere stammten von Hans Weiditz und weiteren Schnitzern. Er selbst erstellte vielleicht auch einige Zeichnungen und schnitt auf jeden Fall in der eigenen Druckerei Formen.
Der letzte Cammerlander zuzuordnende Druck stammt aus dem Jahr 1548. Da der Straßburger Drucker Wendel Rihel im Folgejahr Teile von Cammerlanders Druckapparaten besaß, muss Cammerlander seinen Betrieb spätestens Anfang 1549 aufgelöst haben.